# XXe siècle en droit
Le XXe siècle (20e siècle) a commencé le 1er janvier 1901 et se finira le 31 décembre 2000.

## Calendrier

### Liste des années duXXesiècle
1901 en droit • 1902 en droit • 1903 en droit • 1904 en droit • 1905 en droit
1906 en droit • 1907 en droit • 1908 en droit • 1909 en droit • 1910 en droit

1911 en droit • 1912 en droit • 1913 en droit • 1914 en droit • 1915 en droit
1916 en droit • 1917 en droit • 1918 en droit • 1919 en droit • 1920 en droit

1921 en droit • 1922 en droit • 1923 en droit • 1924 en droit • 1925 en droit
1926 en droit • 1927 en droit • 1928 en droit • 1929 en droit • 1930 en droit

1931 en droit • 1932 en droit • 1933 en droit • 1934 en droit • 1935 en droit
1936 en droit • 1937 en droit • 1938 en droit • 1939 en droit • 1940 en droit

1941 en droit • 1942 en droit • 1943 en droit • 1944 en droit • 1945 en droit
1946 en droit • 1947 en droit • 1948 en droit • 1949 en droit • 1950 en droit

1951 en droit • 1952 en droit • 1953 en droit • 1954 en droit • 1955 en droit
1956 en droit • 1957 en droit • 1958 en droit • 1959 en droit • 1960 en droit

1961 en droit • 1962 en droit • 1963 en droit • 1964 en droit • 1965 en droit
1966 en droit • 1967 en droit • 1968 en droit • 1969 en droit • 1970 en droit

1971 en droit • 1972 en droit • 1973 en droit • 1974 en droit • 1975 en droit
1976 en droit • 1977 en droit • 1978 en droit • 1979 en droit • 1980 en droit

1981 en droit • 1982 en droit • 1983 en droit • 1984 en droit • 1985 en droit
1986 en droit • 1987 en droit • 1988 en droit • 1989 en droit • 1990 en droit

1991 en droit • 1992 en droit • 1993 en droit • 1994 en droit • 1995 en droit
1996 en droit • 1997 en droit • 1998 en droit • 1999 en droit • 2000 en droit